# Kanat de Xaki

Bandera

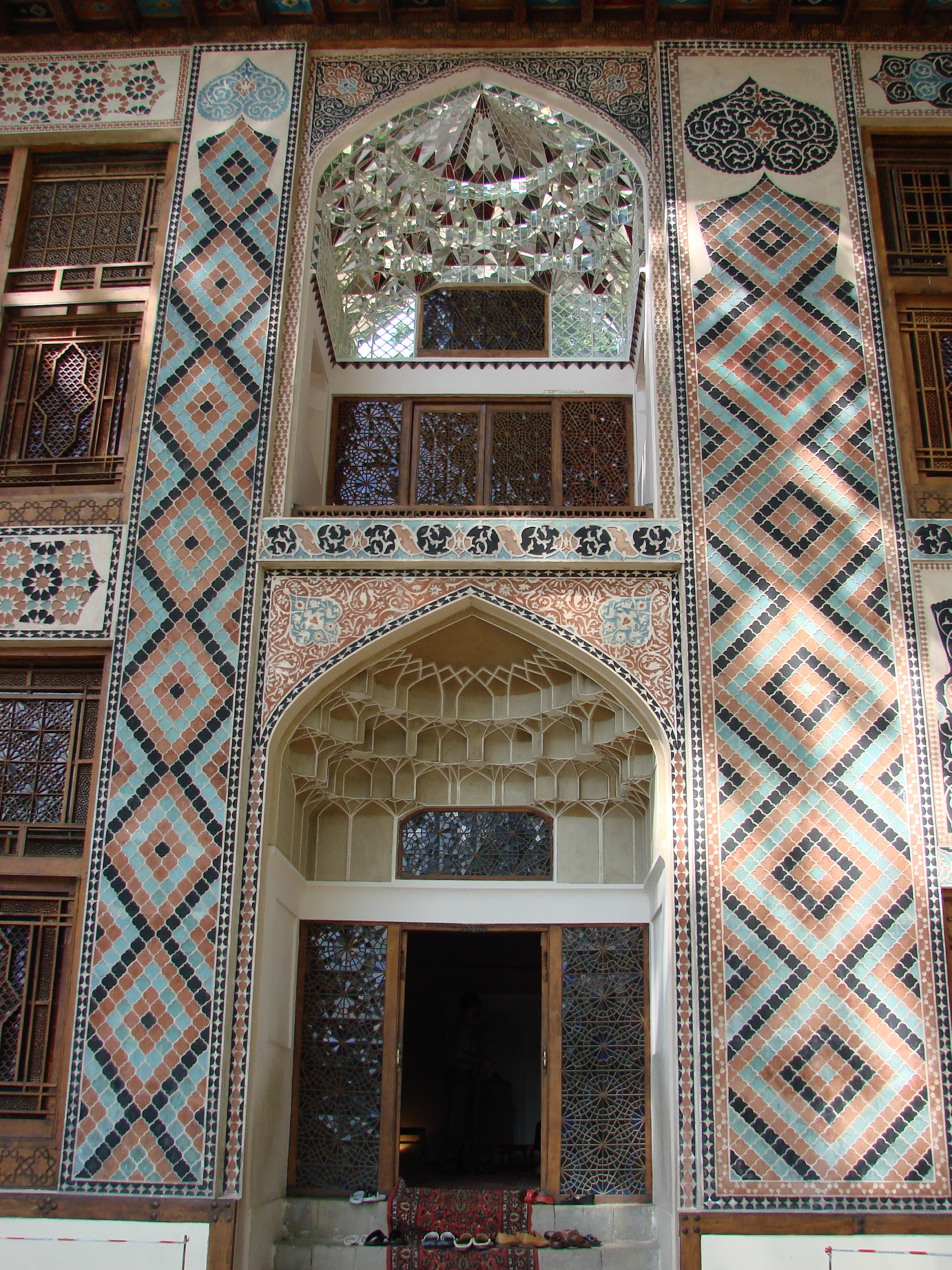
Entrada al palau dels kans

El Kanat de Xaki (en àzeri Şəki xanlığı), també esmentat com a Sheki, Shekin, Shakki i altres variacions, fou un estat generalment independent que va existir del 1743 al 1819 al territori del modern Azerbaidjan amb capital a Xaki, després Nukha.
El kanat estava dividit en vuit districtes dirigits per kans (virreis o naibs). Els kans van residir generalment al palau a Nukha construït vers 1761
un dels més importants monuments històrics de l'Azerbaijan.

## Història
Nadir Shah va passar per Xaki i la regió de Kabala més d'una vegada. Per millor resistir les devastacions de Nadir, les tribus locals oposades van escollir el 1743 com a cap suprem a l'antic recaptador d'impostos Hajji Çelebi ibn Kurban, net d'un sacerdot de Kix però musulmà gelós. Considerat hostil a Nadir, aquest va assetjar la fortalesa de Gelesen-göresen el 1744, però no la va poder conquerir. Xaki es va fer totalment independent a la mort de Nadir Shah el 1747, sent un dels principals kanats del Caucas on arreu van sorgir aleshores kans locals. Els sultans d'Aresh i Kabala van conservar una limitada autonomia i els maliks o sultans de Xaki foren eliminats. Per dues vegades va derrotar el rei Irakli II de Kakhètia (1744-1798) després també rei de Kartli (1762-1798). Cavaller notable a la seva època fou un musulmà intransigent que va forçar la conversió de molts cristians.
Hajji Çelebi va morir el 1759 i el van succeir Agha Kishi Beg, Husayn Khan i Abd al-Kadir Khan que va buscar alternativament el suport dels seus veïns, el kan de Derbent Fath Ali Khan i el kan de Karabagh, Ibrahim Khan. Fou un període de lluites internes i d'intrigues que va durar fins al 21 de desembre de 1783 quan Muhammad Hasan Khan (fill d'Husayn Khan) va pujar al tron i va fer matar tota la família d'Abd al-Kadir Khan (que havia matat a Husayn Khan) i llavors es va establir a Nukha, perquè Xaki havia estat en bona part destruïda per una inundació causada pel riu Kiş el 1772; al poble de Nukha es va construir la moderna ciutat (1776) que va agafar el nom d'aquesta localitat (avui moderna Xaki). Els cantons d'Aresh i Kabala que gaudien de certa autonomia, foren annexionats. Va colonitzar les terres lliures i va promulgar un estatut escrit que establia 5 classes socials: begs (dividits en tres categories, en total 1550 dels que 51 eren armenis), religiosos, maaf (militars exempts d'impostos, que eren uns 700), rayat (camperols propietaris) i ranjbar (camperols pobres). El 1795 Mustafa Selim Khan, germà de Muhammad Khan, es va apoderar de Nukha i va establir el seu govern a Gelesen-göresen, una fortalesa; Muhammad, acusat de servir als qajars, fou cegat i va ser enviat a l'exili a Rússia on va morir.
El kanat, amb Selim Khan, va esdevenir vassall de Rússia després del segon tractat de Kuraktxay de 14 de maig de 1805 pel qual hauria de pagar tribut; quasi immediatament es va revoltar i els russos el ban enderrocar i van posar al tron a Jafar Juli khan Dumbuli, (10 de desembre de 1806), antic kan de Khoy d'on havia estat expulsat pels perses. La zona va passar formalment a Rússia pel tractat de Gulistan del 1813. Jafar va morir el 1815 i el va succeir el seu fill Ismail Khan Dumbili, que fou molt poc popular i a la seva mort el 1819 el general Yermolov va decretar l'annexió del kanat que fou substituït per la província de Nukha; el 1840 va passar a dependre del govern de la Càspia i el 1846 del govern de Shemakhi, el 1850 del govern de Bakú i el 1868 del govern d'Elizavetpol (Gandja).

## Llista de kans
- 1743 - 1755 Hajji Çelebi Khan
- 1755 - 1759 Agha Kixi Beg
- 1759 - 1780 Husayn Khan
- 1780 - 1783 Abd al-Kadir Khan
- 1783 - 1795; 1797 - 1802 Mahammad Hasan Khan
- 1795 - 1797; 1802 - 1806 Selim Khan
- 1806 - 1814 Jafar Kuli Khan Dumbuli
- 1814 - 1819 Ismail Khan Dumbuli